# 高洪 (兽医病理学家)
高洪（1961年—），男，白族，云南洱源人，中华人民共和国兽医病理学家、政治人物，中国民主同盟盟员，第十一届全国人民代表大会云南地区代表。

## 生平
毕业于南京农业大学畜牧兽医专业。2008年，担任全国人大常委会委员、全国人大民族委员会委员，云南农业大学校长助理。